# Битва на горе Кадмус
Битва на горе Ка́дмус (тур. Honaz Dağı Muharebesi, фр. Bataille du défilé de Pisidie) — состоявшееся 6 января 1148 года сражение на горе Кадм между французской армией Второго крестового похода во главе с королём Людовиком VII и армией Конийского султаната, завершившееся разгромом крестоносцев.

## Предыстория. Битва у Эфеса

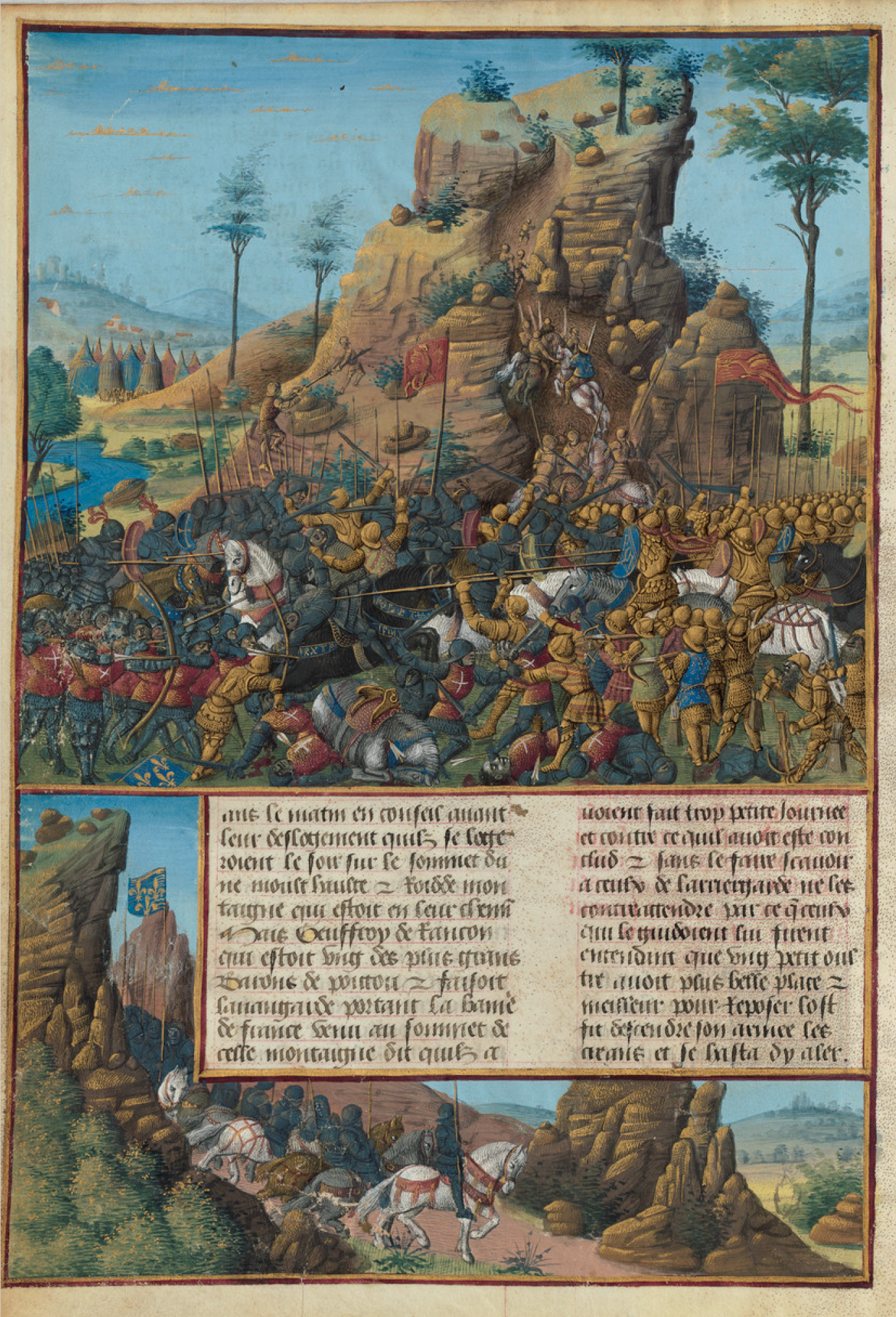
Битва Людовика с сельджуками, Миниатюра Жана Коломба из книги Себастьена Мамро «Походы французов в Утремер» (1474)

Армия короля Людовика VII отправилась из Константинополя после армии короля Конрада III. В Никее к Людовику прибыли гонцы Конрада III с сообщением о разгроме немецких крестоносцев при Дорилее. Изначально Людовик планировал выбрать тот же путь, что и Конрад, по которому шли армии и Первого крестового похода, но, узнав о поражении Конрада, предпочёл выбрать более безопасную дорогу. Он направился к южному побережью Малой Азии по дороге, контролируемой Византией. Но и на этом пути крестоносцы подверглись нападению сельджуков близ Эфеса. Проблемы начались у переправы через Мендерес: противоположный берег был слишком крутым для лошадей и охранялся сельджуками. Крестоносцы решили двигаться через реку плотными шеренгами. Никита Хониат утверждал, что «стрелы турок стали пронзать авангард крестоносцев, когда они заняли позиции вдоль реки». Первые ряды христиан, пытавшиеся переправиться, были убиты, и крестоносцы отступили. Перед рассветом Людовик приготовился к бою, а сельджуки заняли позиции на другом берегу реки. Они осыпали французов стрелами, а затем атаковали с громкими криками. Одон Дейльский писал, что крестоносцы сопротивлялись и, перебив большое количество сельджуков, заставили остальных бежать. Он описал результат битвы как победу крестоносцев: в плен попал даже один из сельджукских эмиров, который позже был крестоносцами убит. Бегущие сельджуки прятались в пещерах в горах, а затем укрылись в византийском замке в Антиохии-на-Меандре, что, по мнению турецкого историка М. Кешика, маловероятно, поскольку город принадлежал Византии. Гийом Тирский также писал, что крестоносцы убили и взяли в плен большую часть сельджуков, захватили их лагерь и много добычи. Никита Хониат, как и Одон, описывал, что была достигнута великая победа. По его словам, тела сельджуков покрывали всю равнину, земля была залита их кровью, тогда как среди крестоносцев были раненные стрелами и мало убитых.
Переправившиеся через реку, 4 января 1148 года крестоносцы прибыли в Денизли, который был брошен жителями, не оставившими в городе припасов. На следующий день крестоносцы продолжили свой путь. Армия прошла мимо того места, где были убиты люди Отто Фрайзингского, которые все ещё лежали незахороненными. При этом Одон Дейльский отметил, что французская армия пострадала из-за запаха и заразы. На горных дорогах французская армия крестоносцев столкнулась с большими трудностями. Продвигаться по дорогам на лошадях и повозках было невозможно, так как те соскальзывали с тропы. Из-за этого армия разделилась на две части, находившиеся друг от друга на значительном расстоянии.

## Силы сторон
Источники приводят разные цифры о численности французских армий: Михаил Сириец — 5000 человек; Бар-Эбрей — 50 000 всадников и бесчисленное множество пеших. Ибн аль-Каланиси называл 1 000 000, но, вероятно, в это число он включал и армию Конрада. Невозможно точно оценить размер армии Людовика, но, вероятно, она была меньше армии Конрада.

## Битва
Вероятно, в армии Людовика не было постоянных командующих частями армии. По крайней мере, Гийом Тирский сообщал, что «во время этой кампании было принято назначать каждый день определённое число выдающихся людей, которые действовали в качестве лидеров — одних для ведения авангарда, а других для прикрытия тыла». На второй день авангард возглавили Жоффруа де Рансон из Пуату и дядя короля, Амадей Савойский (по словам Гийома Тирского, выбор на них «пал в порядке очереди»). У перевала Казыкбели на горе Кадм 7 января 1148 года крестоносцы попали в засаду. Детали происшедшего мало известны, поскольку есть только одно свидетельство очевидца — отчёт Одона Дейльского. По его словам, крестоносцы не могли найти подходящего места для лагеря, поскольку шли по узким перевалам с крутыми склонами. Король приказал Жоффруа де Рансону и Амадею Савойскому разбить лагерь впереди на высокой равнине. Ещё до заката авангард добрался до указанного места, но командиры решили, что место слишком открытое для лагеря. Они заметили под склоном внизу долину с водоёмом и лугами для лошадей, которая на их взгляд больше подходила для лагеря. Проигнорировав приказ короля, они повели авангард в это место. В итоге связь между авангардом и армией была потеряна. Людовик спокойно вёл армию, будучи уверен, что авангард идёт впереди. Он привёл армию к первоначально намеченному месту и не обнаружил лагеря.

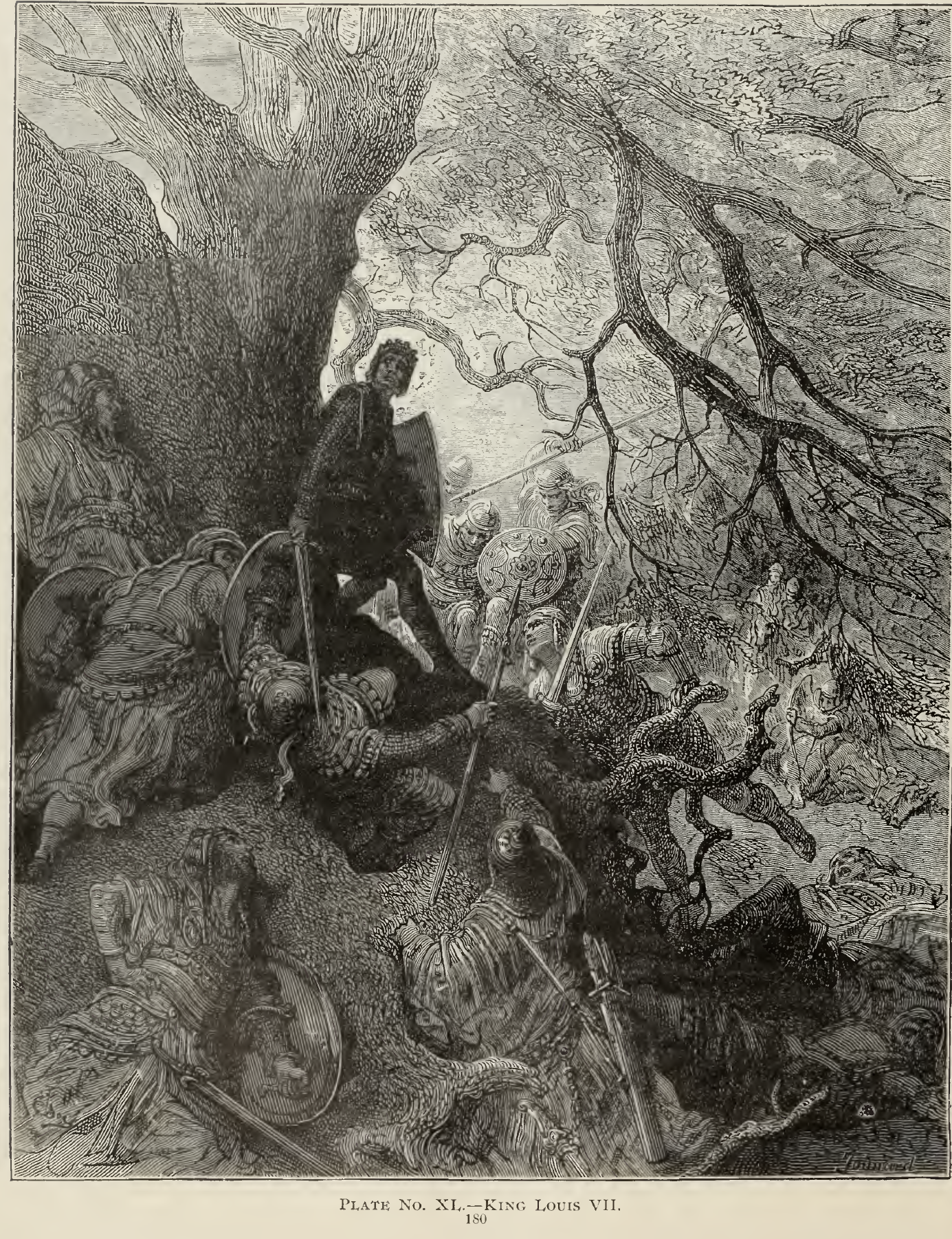
Король Людовик. Гюстав Доре

Сельджукские лазутчики постоянно следовали за армией крестоносцев. Когда армия Людовика разделилась на части при преодолении перевала, сельджуки напали. Укрываясь за скалами и деревьями, сельджуки осыпали христиан своими стрелами. Чтобы помешать авангарду крестоносцев прийти на помощь основной армии, они захватили вершину горы. Во время мелких стычек многие повозки и лошади крестоносцев упали в ущелье. Сельджуки продолжали атаковать крестоносцев до наступления темноты, а затем скрылись с добычей. На этом этапе боя погибли многие дворяне, в том числе Гальхерус де Монтиай, Эврард де Бретоль, Итерус де Маньяк. Согласно Одону Дейльскому, сам король еле спасся, взобравшись на скалу. Только нагрудник защитил его от стрел. Одон описывал спасение короля как его собственную заслугу при божественной помощи: «сохраняя твёрдое сердце, он ловко и храбро взобрался на скалу, используя корни деревьев, которые Бог уготовил для его безопасности. <…> чтобы не попасть в плен, он защищал скалу своим окровавленным мечом, отсекая при этом головы и руки многим противникам». Но, по мнению Гийома Тирского, король спасся, «скорее случайно, чем своими усилиями». Вся свита короля из 40 человек погибла. По словам Гийома Тирского, свою жизнь спасли те, кто сумел в ту ночь спрятаться в скалах, кустах или дуплах деревьев.
Авангард же, расположившийся лагерем в удобном месте, не подозревал о битве, тем не менее, отсутствие вестей вызывало у крестоносцев авангарда тревогу. Когда Жоффруа де Рансон и Амадей Савойский узнали о случившемся, было уже поздно спешить на помощь. По словам Одона, крестоносцы обвиняли в поражении Жоффруа де Рансона. Как писал Одон Дейльский: «все решили, что Жоффруа должен быть повешен за то, что он не подчинился приказу короля относительно дневного марша; и, возможно, дядя короля, который разделял его вину, защитил Жоффруа от наказания, потому что, поскольку они оба были подсудимыми, а дядю короля нужно было пощадить, один человек не должен был быть осуждён, если не был осуждён другой».
Французы потерпели крупное поражение . Все выжившие не спали до утра. От полного отчаяния их спасало только то, что король был жив.
После битвы они смогли добраться до Анталии и на кораблях отправились в Сирию.

## Обвинения Мануила
И Одон, и Людовик обвиняли византийского императора в сотрудничестве с мусульманами. Михаил Сириец писал, что «император греков опасался, что, перейдя море и установив своё царствование, крестоносцы не оставят империю грекам; и он действовал заодно с турками». Согласно «Анонимной сирийской хронике», «император вёл их по плохой дороге и послал с ними проводников, чтобы отвести их в пустыню, где не было ни воды, ни чего-либо нужного». Ф. Шаландон полагал, что успех крестоносцев в Леванте бросил бы вызов византийским интересам в регионе. С. Рансимен заявлял, что Мануил попустительствовал турецким нападениям на крестоносцев, чтобы сохранить перемирие с сельджуками. Дж. Филипс и Дж. Харрис утверждали, что Мануил подстрекал сельджуков к нападению на французскую армию.
Однако, по мнению Дж. Роша, обвинения латинян в византийском вероломстве являются следствием их незнания топографии Анатолии и её положения. Согласно Е. Алтан, дело было в том, что к началу похода султан Месуд отодвинул границы сельджукского государства до Мендереса.